# Cricket aux Jeux du Commonwealth
Le cricket fait partie du programme des Jeux du Commonwealth.  Sa seule apparition a lieu lors de l'édition de 1998 disputée à Kuala Lumpur. Cette discipline est également au programme de l'édition de 2022.

## Éditions
| Édition | Ville        | Pays       |
| ------- | ------------ | ---------- |
| 1998    | Kuala Lumpur | Malaisie   |
| 2022    | Birmingham   | Angleterre |

## Médailles par pays
à jour après les Jeux de 2018
| Rang  | Nation           | Or | Argent | Bronze | Total |
| ----- | ---------------- | -- | ------ | ------ | ----- |
|       | Afrique du Sud   | 1  | 0      | 0      | 1     |
|       | Australie        | 0  | 1      | 0      | 1     |
|       | Nouvelle-Zélande | 0  | 0      | 1      | 1     |
|       | Inde             |    |        |        |       |
| Total | Total            | 1  | 1      | 1      | 1     |